# Denis Bouanga
Denis Athanase Bouanga, född 11 november 1994, är en gabonesisk fotbollsspelare som spelar för amerikanska Major League Soccer-klubben Los Angeles FC.

## Karriär
Den 9 juli 2019 värvades Bouanga av Saint-Étienne, där han skrev på ett fyraårskontrakt. Den 5 augusti 2022 värvades Bouanga av amerikanska Major League Soccer-klubben Los Angeles FC.

## Landslagskarriär
Bouanga blev uttagen i Gabons landslag till Afrikanska mästerskapet 2017. Han debuterade i den första gruppspelsmatchen mot Guinea-Bissau som slutade 1–1.